# Synden
Synden är en bok av Björn Ranelid utgiven 1994. Ranelid belönades samma år med Augustpriset för denna bok. Utgiven på Bonniers förlag.